# Markaryds kommun
Markaryds kommun är en kommun i Kronobergs län.

## Administrativ historik
Kommunens område motsvarar socknarna: Markaryd, Traryd och  Hinneryd, alla i Sunnerbo härad. I dessa socknar bildades vid kommunreformen 1862 landskommuner med motsvarande namn. År 1916 bildades Markaryds köping genom en utbrytning ur Markaryds landskommun.
Strömsnäsbruks municipalsamhälle inrättades 5 mars 1903 och upplöstes vid årsskiftet 1951/1952.
Vid kommunreformen 1952 bildades Traryds köping av Traryds och Hinneryds landskommuner medan Markaryds köping och Markaryds landskommun förblev opåverkade. 1960 införlivades dock Markaryds landskommun i Markaryds köping. 
Markaryds kommun bildades vid kommunreformen 1971 av Markaryds och Traryds köpingar.
Kommunen ingick från bildandet till 2005 i Ljungby domsaga och kommunen ingår sedan 2005 i Växjö domsaga.

## Geografi
Markaryds kommun är belägen i sydvästra hörnet av Småland, på gränsen till Skåne och Halland. 

### Topografi och hydrografi
Kommunen utgör en del av det vidsträckta Sydsvenska höglandet och präglas av en flack urbergsslätt, huvudsakligen bestående av näringsfattig gnejsberggrund. Ett intrikat spricksystem genomsyrar landskapet, löpande både i nord-sydlig riktning, som exemplifieras av Hinnån, och i nordöst-sydvästlig riktning, som styr Lagans förlopp norröst om Markaryd.
Större delen av kommunen är täckt av mager, skogbeklädd morän med inslag av myrmark. Isälvsavlagringar återfinns vid Hinnån och Ramshult. I området kring Hannabadsjön framträder ett komplext system av rullstensåsar, tillsammans med ett äldre odlingslandskap som präglar omgivningarna.
Nedan presenteras andelen av den totala ytan 2020 i kommunen jämfört med riket.
|  | Bebyggelse (6,0 %) |

|  | Skog (78,9 %) |

|  | Öppen myrmark (5,8 %) |

|  | Jordbruksmark (4,1 %) |

|  | Övrig mark (5,2 %) |

|  | Bebyggelse (3,1 %) |

|  | Skog (68,0 %) |

|  | Öppen myrmark (7,2 %) |

|  | Jordbruksmark (7,4 %) |

|  | Övrig mark (14,3 %) |

### Administrativ indelning
Fram till 2016 var kommunen för befolkningsrapportering indelad i
- Hinneryds församling
- Markaryds församling
- Traryds församling

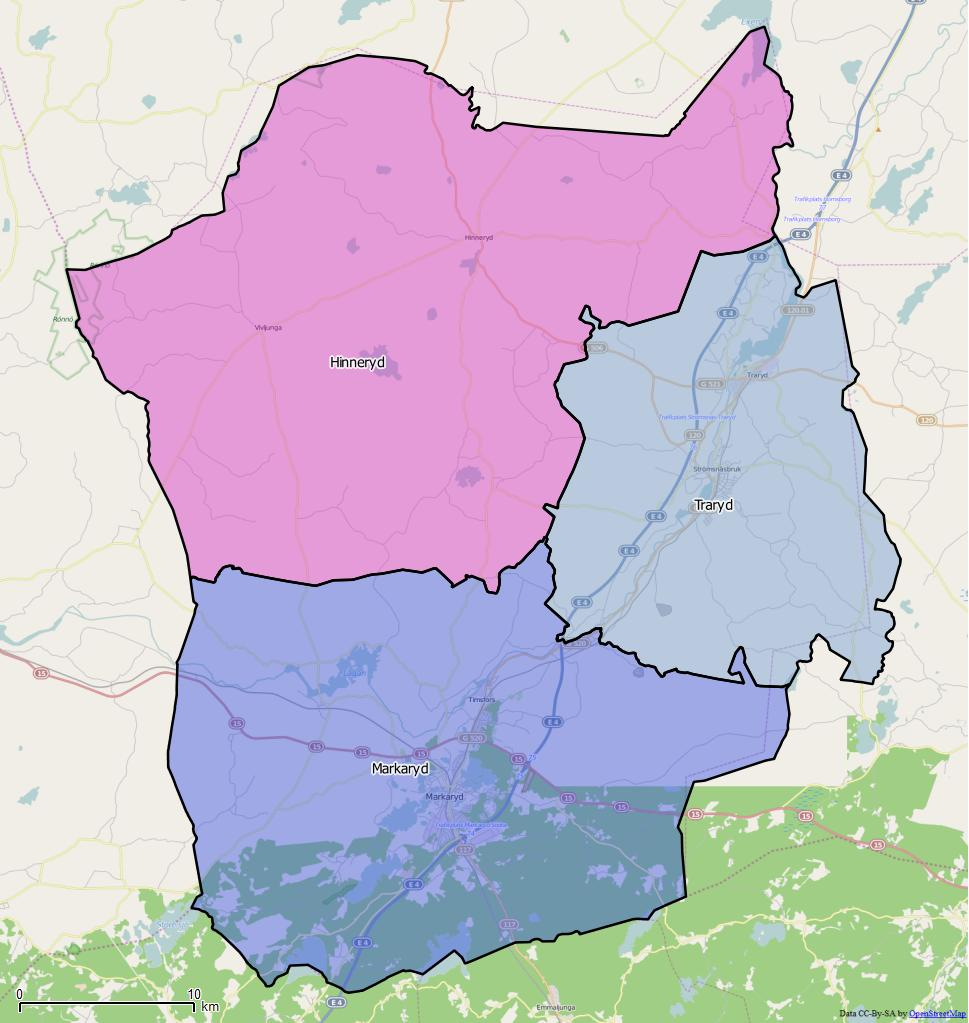
Distrikt (socknar) inom Markaryds kommun

Från 2016 indelas kommunen i följande distrikt, vilka motsvarar socknarna:
- Hinneryd
- Markaryd
- Traryd

### Tätorter
Det finns tre tätorter i kommunen.
| Nr | Tätort        | Befolkning |
| -- | ------------- | ---------- |
| 1  | Markaryd      | 4 664      |
| 2  | Strömsnäsbruk | 2 246      |
| 3  | Traryd        | 655        |

Centralorten är i fet stil. 
Befolkningsstatistik är från SCB 2015 års tätortsräkning.

## Styre och politik

### Styre
I Markaryd styr en höger-mittenkoalition bestående av Kristdemokraterna, Centerpartiet och Moderaterna, i majoritet.
| 1991-1994 | C  | M  | KD | FP |
| 1994-1998 | S  | MP | V  |    |
| 1998-2002 | S  | V  | MP |    |
| 2002-2006 | KD | M  | C  | FP |
| 2006-2010 | KD | M  | C  | FP |
| 2010-2014 | KD | M  | C  |    |
| 2014-2018 | KD | C  | M  |    |
| 2018-2022 | KD | M  | C  |    |
| 2022-     | KD | M  | C  |    |

### Kommunfullmäktige

#### Presidium
| Presidium 2022–2026    | Presidium 2022–2026 | Presidium 2022–2026 |
| ---------------------- | ------------------- | ------------------- |
| Ordförande             | KD                  | Ingegerd Lenander   |
| Förste vice ordförande | S                   | Ingrid Sundman      |
| Andre vice ordförande  | M                   | Carin Gunnarsson    |

#### Mandatfördelning 1970–2022
Största parti i kommunfullmäktige var från 1970 till och med 2002 Socialdemokraterna, och från och med 2006 Kristdemokraterna.
Det största borgerliga partiet var till och med valet 1994 Centerpartiet, men från och med valet 1998 har Kristdemokraterna blivit större. Vänsterpartiet åkte ut ur kommunfullmäktige 2006.

Folkpartiet var tredje största parti i kommunfullmäktige 1970 men har minskat sen dess till ett av de minsta. 2010 åkte partiet ut ur fullmäktige och ställde inte upp i valet 2014. Markaryds kommun var den kommun som hade högst röstandel på Kristdemokraterna i hela landet vid valen 2006, 2010, 2014 och 2018. Jämförelsevis var Kristdemokraterna det minsta partiet i kommunfullmäktige 1970 och 1973.
| 3 | 20 | 13 | 6 | 2 | 5 |

| 43 |

| 3 | 20 | 16 | 3 | 2 | 5 |

| 47 |

| 2 | 21 | 15 | 4 | 2 | 5 |

| 39 | 10 |

| 2 | 21 | 14 | 4 | 2 | 6 |

| 37 | 12 |

| 2 | 22 |  | 12 | 2 | 2 | 8 |

| 36 | 13 |

| 2 | 21 | 2 | 10 | 4 | 2 | 8 |

| 39 | 10 |

| 2 | 21 | 3 | 10 | 3 | 3 | 7 |

| 34 | 15 |

|  | 13 |  | 2 |  | 9 | 2 | 4 | 6 |

| 32 | 7 |

|  | 16 | 2 | 3 | 2 | 7 |  | 2 | 5 |

| 26 | 13 |

| 2 | 14 |  | 4 |  | 5 |  | 6 | 5 |

| 25 | 14 |

|  | 17 | 5 |  | 10 | 5 |

| 23 | 16 |

| 13 |  |  | 3 |  | 17 | 3 |

| 22 | 17 |

| 11 |  | 2 | 2 | 16 | 3 |

| 19 | 16 |

| 10 |  | 4 | 2 | 16 | 2 |

| 21 | 14 |

| 9 | 7 | 2 | 15 | 2 |

| 21 | 14 |

|  | 9 | 7 | 2 | 13 | 3 |

| 17 | 18 |

### Nämnder

#### Kommunstyrelse
| Presidium 2022–2026    | Presidium 2022–2026 | Presidium 2022–2026 |
| ---------------------- | ------------------- | ------------------- |
| Ordförande             | KD                  | Bengt Germundsson   |
| Förste vice ordförande | M                   | Anders Svegard      |
| Andre vice ordförande  | S                   | Joakim Pohlman      |

#### Lista över kommunstyrelsens ordförande
Kommunstyrelsen ordförande är även kommunalråd.
| Namn | Namn               | Från | Till | Politisk tillhörighet |
| ---- | ------------------ | ---- | ---- | --------------------- |
|      | Tage Svensson      | 1992 | 1994 | Centerpartiet         |
|      | Christer Blomquist | 1995 | 1998 | Socialdemokraterna    |
|      | Joakim Pohlman     | 1999 | 2002 | Socialdemokraterna    |
|      | Bengt Germundsson  | 2003 |      | Kristdemokraterna     |

#### Övriga nämnder
| Nämnd                          | Ordförande | Ordförande              | Vice ordförande | Vice ordförande         |
| ------------------------------ | ---------- | ----------------------- | --------------- | ----------------------- |
| Arbete- och välfärdsnämnden    | KD         | Jane Holmström Björkman | S               | Joakim Reimerstam       |
| Utbildnings- och kulturnämnden | KD         | Maria Svensson-Lundin   | S               | Robin Hansen            |
| Miljö- och byggnadsnämnden     | KD         | Svend Erik Dahlström    | S               | Ros-Marie Jönsson Neckö |
| Valnämnden                     | S          | Andreas Eliasson        | Op.             | Maria Wombell           |

## Ekonomi och infrastruktur

### Näringsliv
Industrin är den främsta näringsgrenen i kommunen, där majoriteten av företagen är småföretag med färre än tio anställda. Bland de större företagen finns Nibe Industrier, som tillverkar elpannor och värmepumpar, samt Konecranes Lifttrucks AB, som producerar lyftutrustning. Dessa företag är belägna i centralorten. Andra kända företag i Markaryds kommun är till exempel: Markaryds Metallarmatur AB, Helmark Carosseri AB, Nordic Truckcenter AB och Ekamant AB.

### Infrastruktur

#### Transporter
Kommunen genomkorsas av Europaväg 4, riksväg 15 samt av länsvägarna 117 och 120.

## Befolkning

### Befolkningsutveckling
Kommunen har 9 919 invånare (31 mars 2025), vilket placerar den på 216:e plats avseende folkmängd bland Sveriges kommuner.
| Befolkningsutvecklingen i Markaryds kommun 1970–2020 | Befolkningsutvecklingen i Markaryds kommun 1970–2020 | Befolkningsutvecklingen i Markaryds kommun 1970–2020 | Befolkningsutvecklingen i Markaryds kommun 1970–2020 | Befolkningsutvecklingen i Markaryds kommun 1970–2020 |
| ---------------------------------------------------- | ---------------------------------------------------- | ---------------------------------------------------- | ---------------------------------------------------- | ---------------------------------------------------- |
|                                                      |                                                      |                                                      |                                                      |                                                      |
| År                                                   |                                                      |                                                      | Folkmängd                                            |                                                      |
| 1970                                                 | 1970                                                 |                                                      | 11 795                                               |                                                      |
| 1975                                                 | 1975                                                 |                                                      | 11 918                                               |                                                      |
| 1980                                                 | 1980                                                 |                                                      | 11 798                                               |                                                      |
| 1985                                                 | 1985                                                 |                                                      | 11 265                                               |                                                      |
| 1990                                                 | 1990                                                 |                                                      | 11 093                                               |                                                      |
| 1995                                                 | 1995                                                 |                                                      | 10 609                                               |                                                      |
| 2000                                                 | 2000                                                 |                                                      | 9 798                                                |                                                      |
| 2005                                                 | 2005                                                 |                                                      | 9 571                                                |                                                      |
| 2010                                                 | 2010                                                 |                                                      | 9 619                                                |                                                      |
| 2015                                                 | 2015                                                 |                                                      | 9 779                                                |                                                      |
| 2020                                                 | 2020                                                 |                                                      | 10 373                                               |                                                      |

## Kultur

### Kommunvapen
Blasonering: I fält av guld en dansande blå trana med röd hjässa och däröver en blå ginstam belagd med två posthorn av guld.
De båda köpingar som 1971 förenades i Markaryds kommun hade varsitt vapen. I stället för att (vilket var vanligt) överta den namngivande enhetens så skapade man ett nytt. Tranan kommer från Tra(ne)ryds talande vapen och posthornen från Markaryd. På orten fanns tidigt en viktig poststation.

Traryds köping (1963–70)
Markaryds köping (1948–70)